# Engelberto Polino Sánchez
Engelberto Polino Sánchez (Teuchitlán, Jalisco, 14 de marzo de 1966) es un sacerdote católico mexicano nombrado por el papa Francisco como obispo auxiliar de la Arquidiócesis de Guadalajara en febrero de 2018, siendo ordenado obispo el 21 de abril del mismo año. Fue ordenado sacerdote el 1 de junio de 1997 por el obispo Javier Navarro Rodríguez fue cura de la parroquia de San Bernardo en Guadalajara y creo casa de misericordia y fue ordenado obispo por el arzobispo de Guadalajara y Cardenal José Francisco Robles Ortega.